# 12850 Аксельмунте
12850 Аксельмунте (12850 Axelmunthe) — астероїд головного поясу, відкритий 6 лютого 1998 року.
Тіссеранів параметр щодо Юпітера — 3,591.